# Don't Think Twice, It's All Right
"Don't Think Twice, It's All Right" är en låt skriven av Bob Dylan 1962 och släppt 1963 på albumet The Freewheelin' Bob Dylan.
Dylan berättade att "Don't Think Twice, It's All Right" är ett påstående man kan säga till sig själv för att komma på bättre humör. Låten skrevs vid samma tidpunkt som Dylans dåvarande flickvän Suze Rotolo hade bestämt sig för att flytta till Italien och kan därför tolkas som den är skriven till henne. Vem som spelar gitarren på låten är omtvistat. Många menar att det är Bruce Langhorne, men mycket tyder på att det är Dylan själv. 
Svenska versioner finns bland andra med Lill Lindfors ("Låt mej va'- de' e' bra") och Ola Magnell ("Ta det kallt, det är allt")

## Magnells version
Magnell tolkade låten på sitt femte studioalbum Europaväg 66 (1981). Förutom albumet fanns låten även med som b-sida på albumets enda singel Skurken (1981). Magnells version spelades 2005 in av Lars Winnerbäck på tributskivan Påtalåtar - en hyllning till Ola Magnell. Svante Thuresson gjorde ännu en tolkning på albumet Svante Thuresson & vänner (2007). På denna låt medverkade Elin Sigvardsson.

## Album
- The Freewheelin' Bob Dylan - 1963
- Bob Dylan's Greatest Hits, Vol. 2 - 1971
- Before the Flood - 1974
- At Budokan - 1979
- The 30th Anniversary Concert Celebration - 1993
- The Essential Bob Dylan - 2000
- The Bootleg Series Vol. 6: Bob Dylan Live 1964, Concert at Philharmonic Hall - 2004
- The Bootleg Series Vol. 7: No Direction Home: The Soundtrack - 2005
- Live at the Gaslight 1962 - 2005
- Dylan - 2007

### Fotnoter
1. ↑  ”Arkiverade kopian”. Arkiverad från originalet den 5 mars 2013. https://web.archive.org/web/20130305072945/http://dylanchords.info/professors/tt/ttch13.html. Läst 27 mars 2013.
2. ↑  ”Ta det kallt, det är allt”. Svensk mediedatabas. http://smdb.kb.se/catalog/search?q=ola+magnell+ta+det+kallt&x=0&y=0. Läst 24 januari 2013.